# (1306) Scythia
(1306) Scythia es un asteroide perteneciente al cinturón de asteroides descubierto el 22 de julio de 1930 por Grigori Nikoláievich Neúimin desde el observatorio de Simeiz en Crimea.
Está nombrado por Escitia, antigua región euroasiática que fue patria de los escitas.